# Sergei Michailowitsch Eisenstein

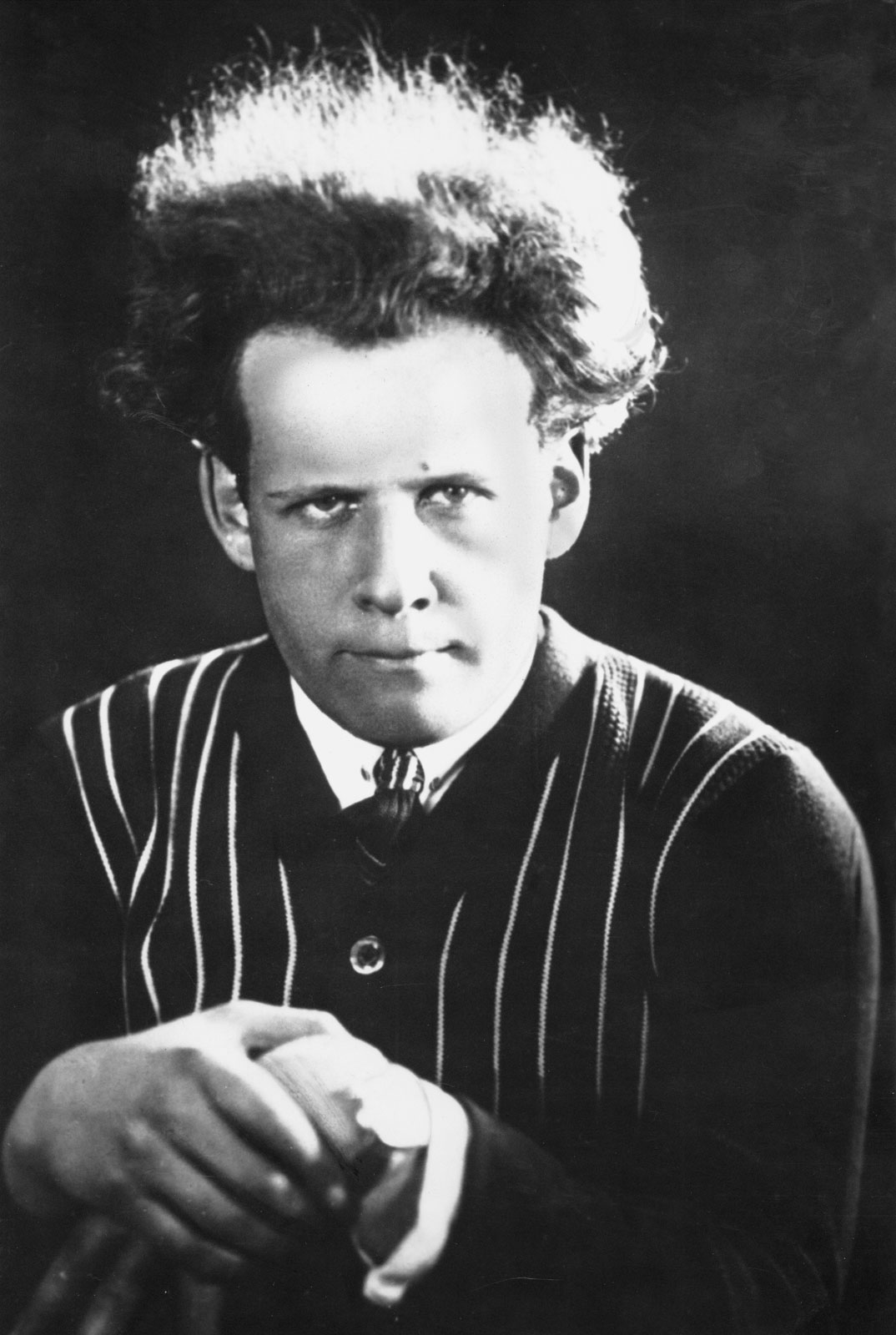
Sergei Eisenstein, Anfang 1920er Jahre

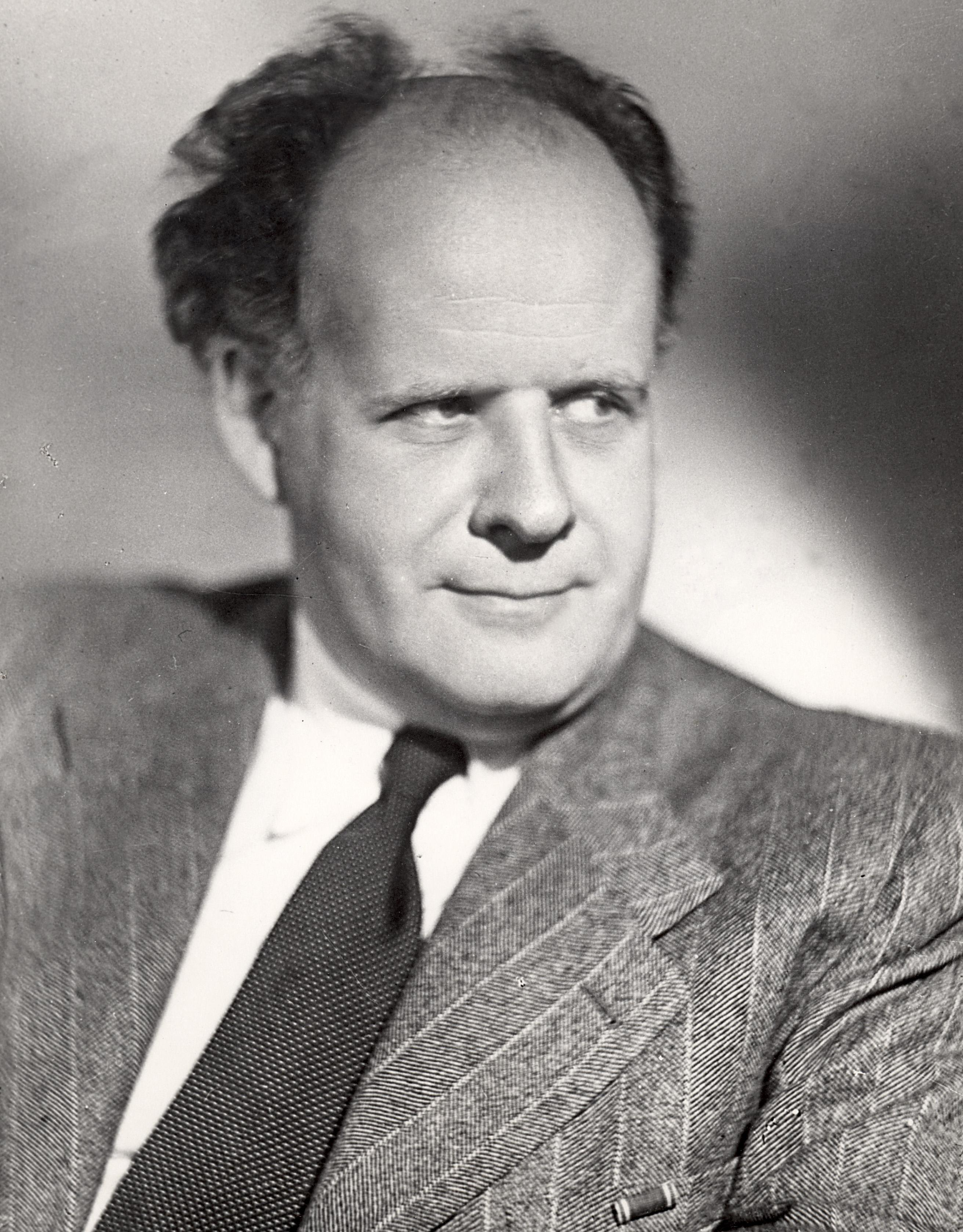
Sergei Eisenstein, 1939

Sergei Michailowitsch Eisenstein (russisch Сергей Михайлович Эйзенштейн, wiss. Transliteration Sergej Michajlovič Ėjzenštejn; * 10. Januarjul. / 22. Januar 1898greg. in Riga, Russisches Kaiserreich; † 11. Februar 1948 in Moskau, Sowjetunion) war ein sowjetischer Regisseur. Seine berühmtesten Werke sind die Revolutionsfilme Panzerkreuzer Potemkin und Oktober.

## Leben

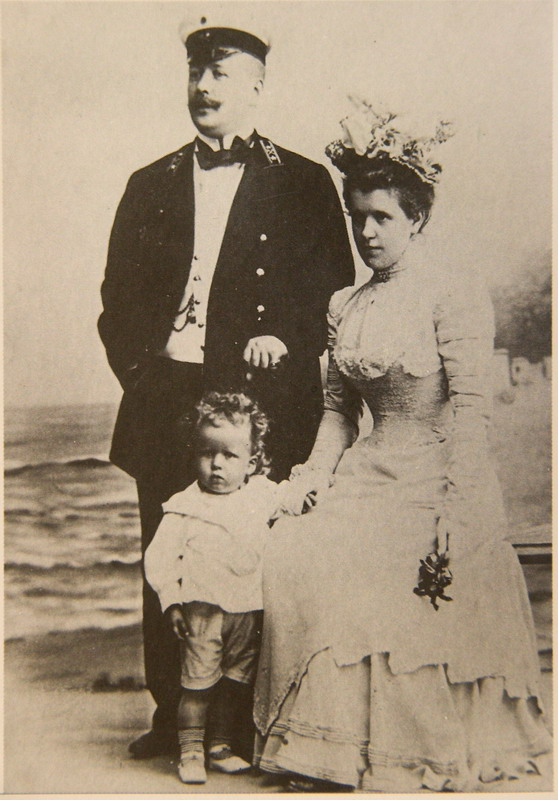
Eisenstein als kleiner Junge mit seinen Eltern Mikhail Eisenstein und Julia Ivanovna, geborene Konetskaja

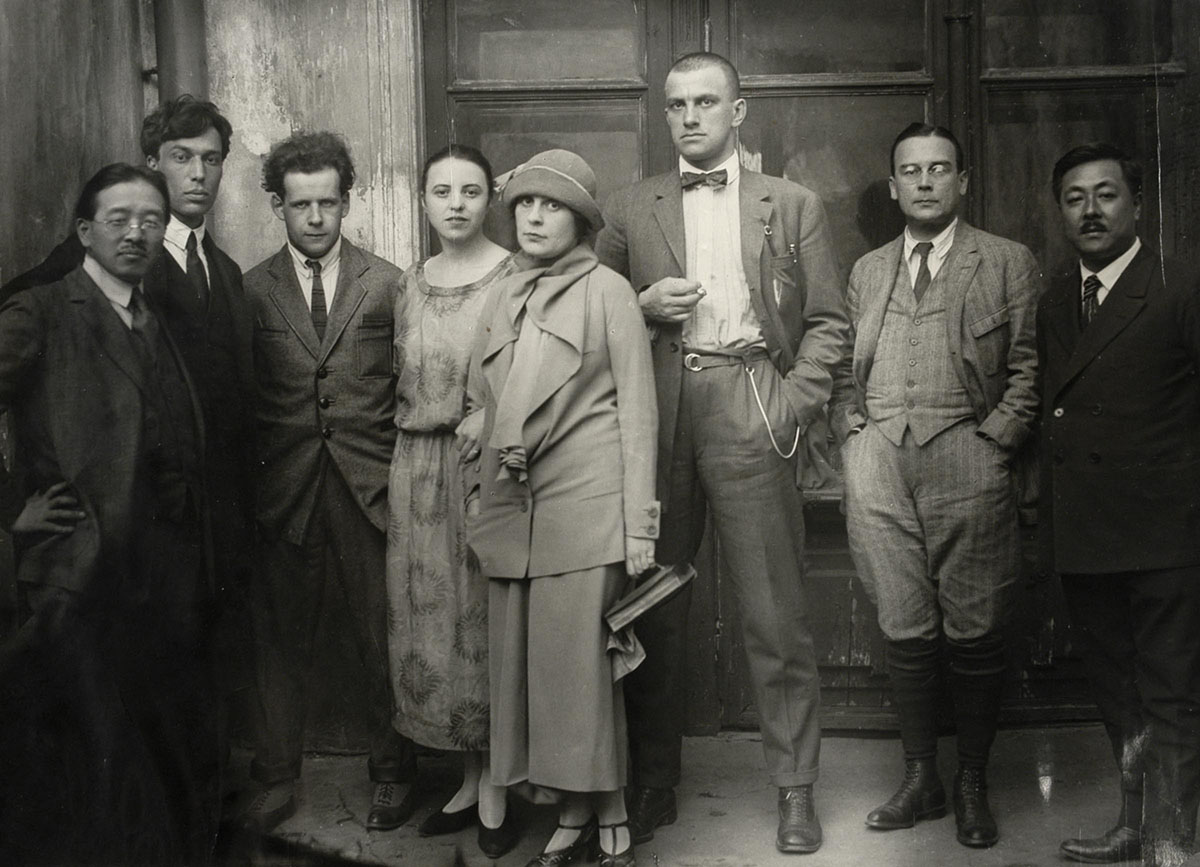
V. l. n. r.: Tamizi Naito, Boris Pasternak, Sergei Eisenstein, Olga Tretyakova, Lili Brik, Vladimir Maïakovski, Arseny Voznesensky, ein japanischer Übersetzer, Museum of Fine Arts, Houston, 1924.

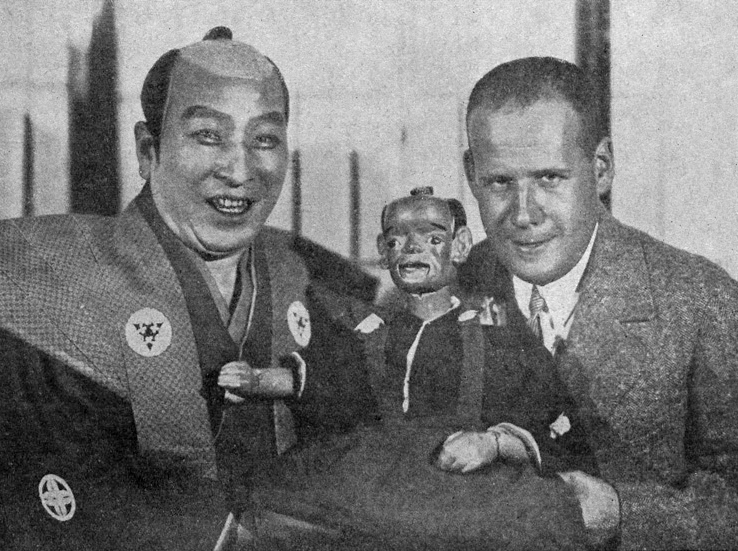
Eisenstein mit dem japanischen Kabuki-Schauspieler Sadanji Ichikawa II (links), 1928

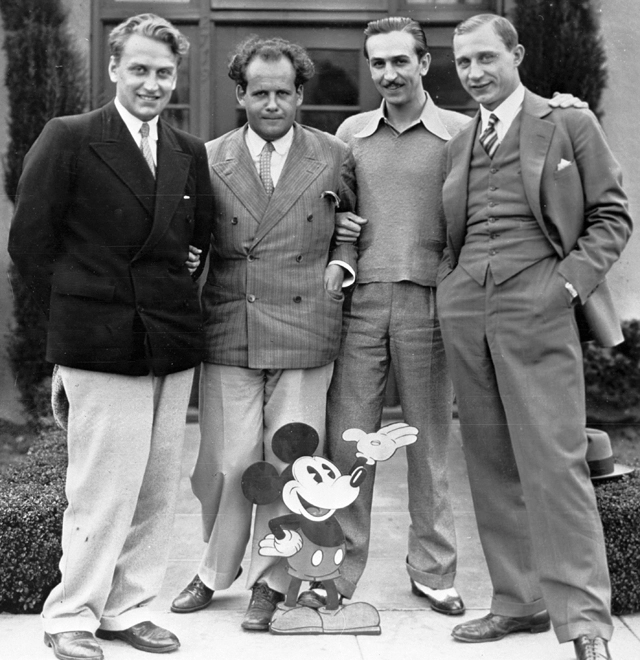
V. l. n. r.: Grigori Alexandrow, Sergei Eisenstein, Walt Disney, Eduard Tisse, 1930

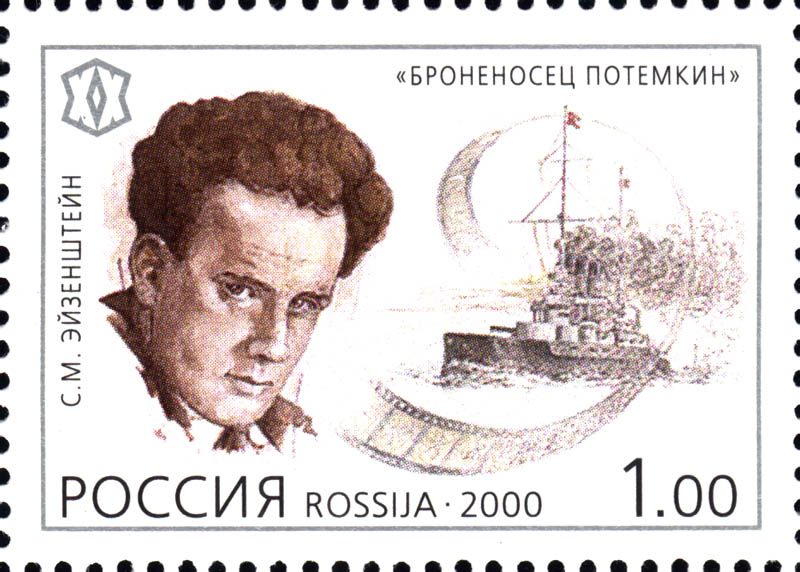
Briefmarke mit Porträt von Sergei Eisenstein

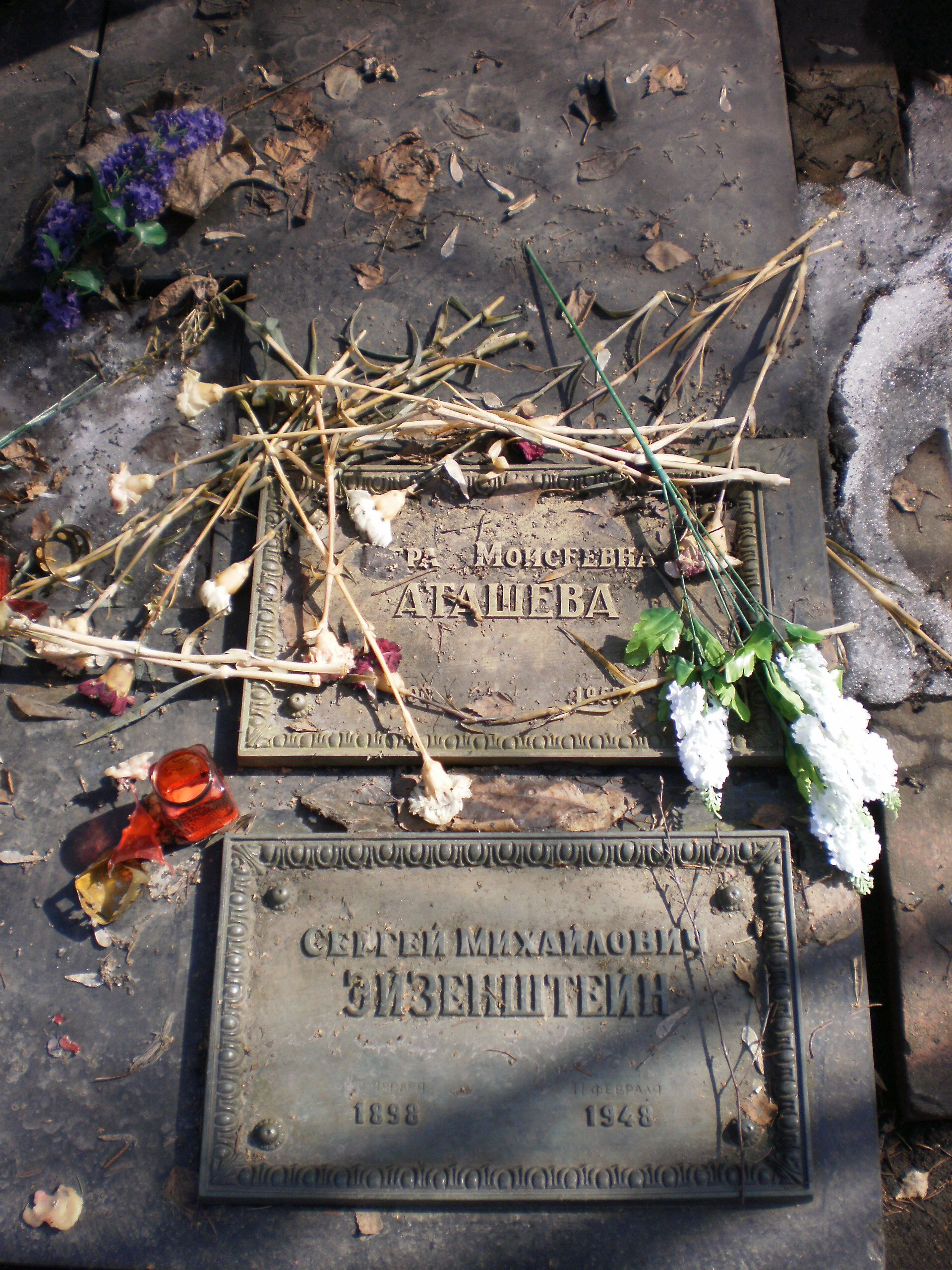
Eisensteins Grab auf dem Nowodewitschi-Friedhof in Moskau.

Seine Mutter war die Russin Julia Konezkaja, sein Vater war der Rigaer Stadtarchitekt und Staatsrat Michail Eisenstein, der im Zentrum Rigas Jugendstilbauten errichtete, deutsch-schwedischer Abstammung war und vom Judentum zum russisch-orthodoxen Glauben konvertierte.
Der in großbürgerlichen Verhältnissen aufgewachsene Sergei Eisenstein studierte am Petrograder Institut für Zivilingenieure. Doch er merkte schnell, dass das Theater seine große Leidenschaft war. 1918 wurde er zur Roten Armee einberufen und wirkte bei einem Agitpropzug als Karikaturenzeichner. 1920 wechselte er in das Armeetheater, doch noch im selben Jahr wurde er zum Studium der japanischen Sprache nach Moskau delegiert. Dies brach er ab und stieg als Bühnenbildner im Proletkult-Theater ein. Dort nahm er an Regiekursen des Theatererneuerers Wsewolod Meyerhold teil. Er setzte seine künstlerische Laufbahn fort und sammelte Filmerfahrungen, die er in der Bühnenarbeit einsetzte (erstmals verwendete Eisenstein filmische Sequenzen auf der Bühne 1923 in einer Inszenierung von Ostrowskis Eine Dummheit macht auch der Gescheiteste). Mit dem Konzept der Attraktionsmontage begründete er zuerst theoretisch, dann in seinen Filmen den Versuch einer eigenständigen, revolutionär geprägten Kunstform. 1929 ging er das Studium der neuen Filmtechnik an, und um Geld zu verdienen, drehte er zwei Filme im Ausland (Frauennot – Frauenglück und La Romance sentimentale). Danach bestritt er die Teilnahme an diesen Filmen. Auf Einladung der Paramount Pictures ging er 1930 nach Hollywood und hielt Vorlesungen an den größten Universitäten Europas und der USA. Später unterrichtete er an der Moskauer Filmhochschule und schrieb einige Bücher.
Seinen internationalen Durchbruch als Regisseur hatte er mit dem Revolutionsfilm Panzerkreuzer Potemkin, der heute genauso zu den wegweisenden Klassikern der Filmgeschichte gezählt wird wie seine Filme Oktober und Iwan der Schreckliche. Seine späteren Filme wurden teilweise Opfer der sowjetischen Zensur. Ab 1934 war Eisenstein mit der Journalistin und Filmkritikerin Pera Ataschewa (1900–1965) verheiratet. Während der Stalinschen Säuberungen 1937/38 bereitete die Geheimpolizei NKWD einen Schauprozess mit ihm als Angeklagtem vor, doch kam es nicht zu dem Verfahren. Die Akten darüber wurden in den 1990er Jahren entdeckt.
Eisenstein arbeitete mit dem russischen Komponisten Sergei Prokofjew für zwei seiner Filme zusammen: Alexander Newski und Iwan der Schreckliche (Teil I und Teil II). Letzterer war als Dreiteiler geplant, jedoch konnte Eisenstein nur die ersten beiden Teile fertigstellen. Während der erste Teil von Iwan der Schreckliche 1945 noch mit dem Stalinpreis ausgezeichnet wurde, unterlag der zweite Teil wegen der nicht ausreichend linientreuen Umsetzung sowjetischer Geschichtsbilder gemäß der Schdanowschtschina, einer repressiven Kulturpolitik, einem Aufführungsverbot. Stalin persönlich verlangte eine „Nachbearbeitung“. Gemeinsam mit Premierminister Wjatscheslaw Molotow gab Stalin Eisenstein dafür konkrete Anweisungen. So bemängelte er, dass Eisenstein den Zaren als unentschlossenen Herrscher so wie Hamlet dargestellt habe. Überdies sei die Opritschnina nicht als „fortschrittliche Kraft“ gezeigt.
Wie in „Frauennot – Frauenglück“ arbeitete Eisenstein in seinem Film Streik wieder mit dem Kameramann und Regisseur Eduard Tisse zusammen. Die Musik für Oktober schrieb Edmund Meisel, eine spätere Musikbegleitung wurde zusammengestellt aus Sinfonien von Dmitri Schostakowitsch.
Am 11. Februar 1948 erlag Sergei Eisenstein einem Herzinfarkt, während er an einem Text zur Geschichte des sowjetischen Films arbeitete. Seine zahlreichen filmtheoretischen Schriften wurden erst ab den 1960er Jahren und nur in Teilen veröffentlicht, ebenso wie seine Memoiren. Eisenstein setzte sich kritisch mit der Ausdruckskunde Ludwig Klages’ auseinander.
Eisenstein gilt, obwohl unter schwierigen Umständen tätig, theoretisch wie handwerklich (insbesondere durch seine innovative Montagetechnik) als einer der größten Regisseure und Visionäre der Filmgeschichte. Seine Werke hinterließen bleibenden Eindruck und werden bis heute oft zitiert. Für seine Verdienste erhielt Eisenstein 1941 und 1946 den Stalinpreis.

## Filmografie
- 1923: Glumows Tagebuch (Дневник Глумова – Dnewnik Glumowa)
- 1925: Streik (Стачка – Statschka)
- 1925: Panzerkreuzer Potemkin (Броненосец „Потёмкин“ – Bronenossez „Potjomkin“)
- 1928: Oktober (Октябрь – Oktjabr)
- 1929: Sturm über La Sarraz (mit Ivor Montagu und Hans Richter, verschollen)[5]
- 1929: Die Generallinie bzw. Das Alte und das Neue (Старое и новое bzw. Генеральная линия – Staroe i nowoje bzw. Generalnaja linija)
- 1930: Frauennot – Frauenglück (Schweiz)
- 1930: Romance Sentimentale
- 1931: Erdbeben in Oaxaca
- 1931/1932: Que viva Mexico! (unvollendet)
- 1935/1937: Die Beshin-Wiese (unvollendet, Бежин луг – Beschin lug)
- 1938: Alexander Newski (Александр Невский – Alexandr Newski)
- 1939: Fergana-Kanal (unvollendet)
- 1945–1958: Iwan der Schreckliche (Иван Грозный – Iwan Grosny)
  - 1945: Teil 1
  - 1946/1958: Teil 2
  - 1946: Teil 3 (unvollendet)

## Fotogalerie mit Standbildern

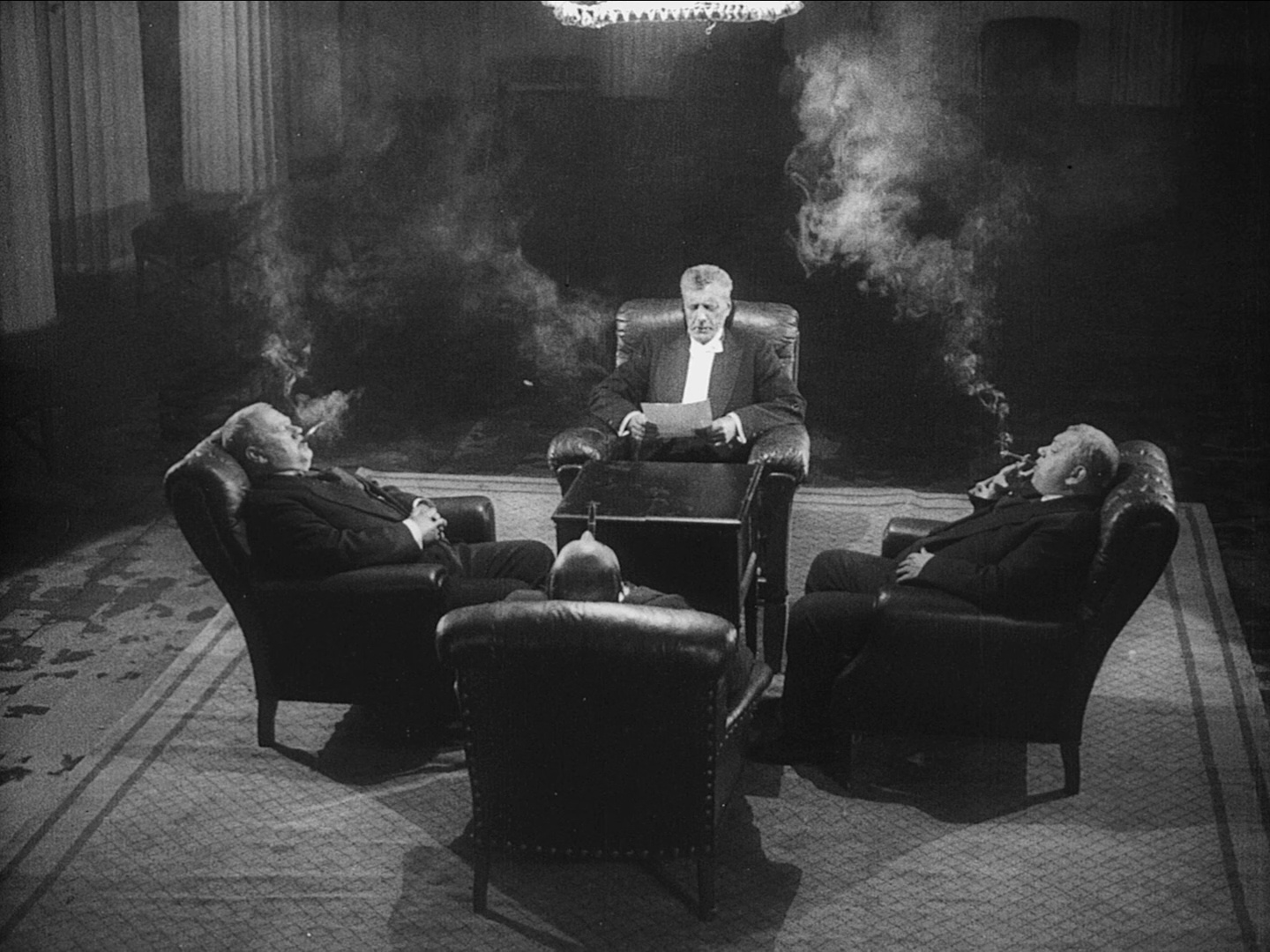
Streik, 1925
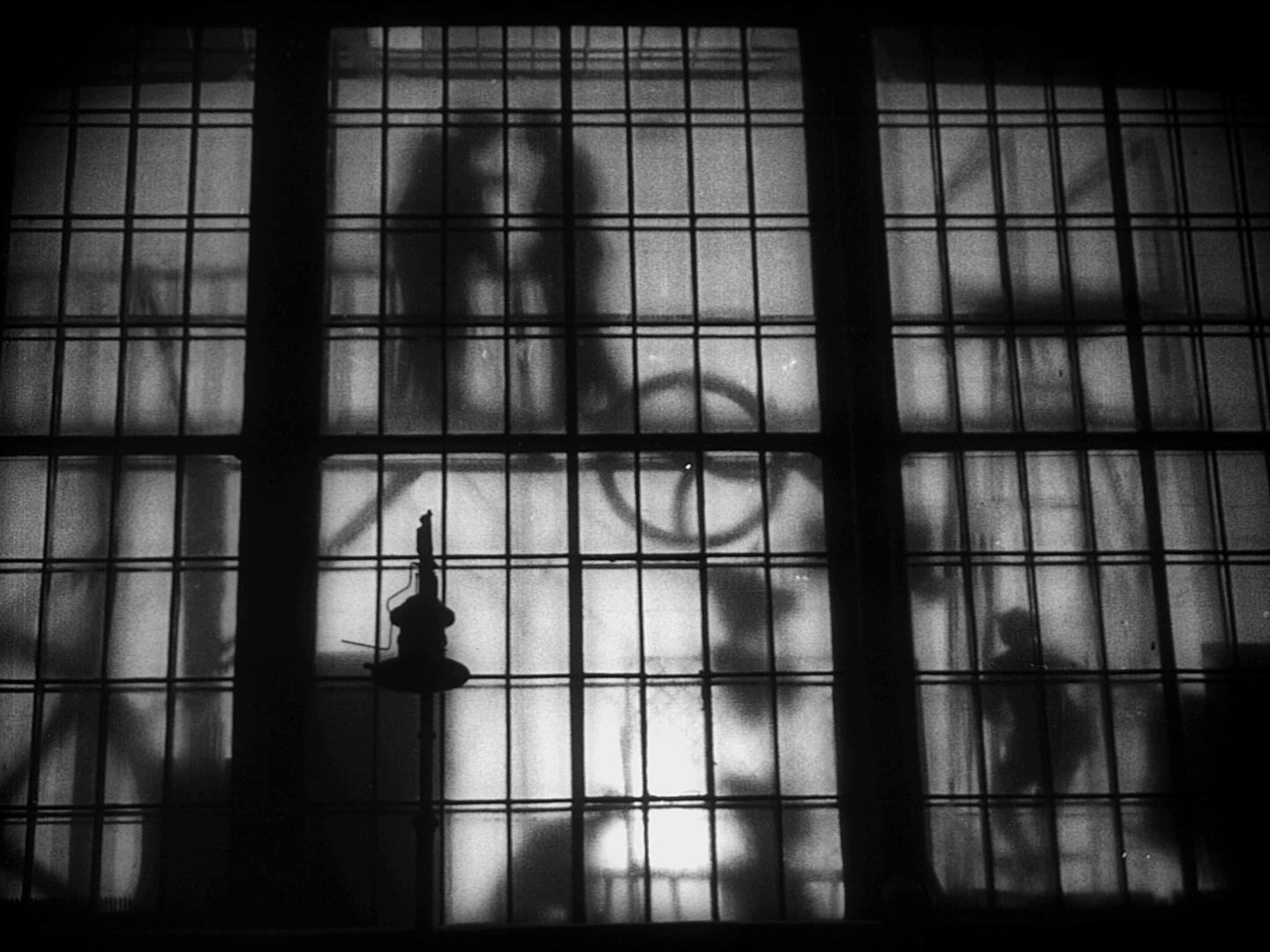
Streik, 1925
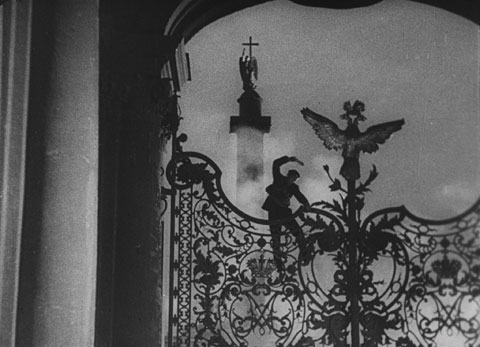
Oktober, 1928
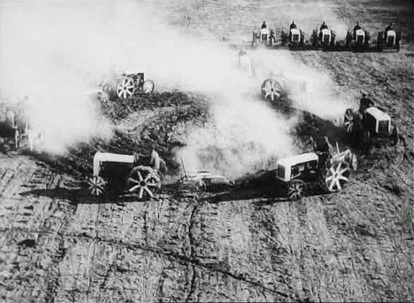
Die Generallinie, 1929
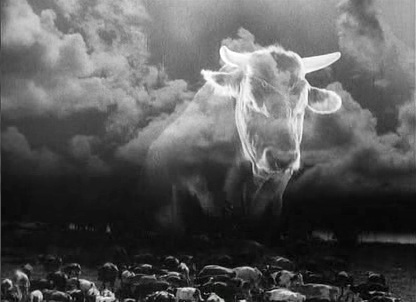
Die Generallinie, 1929
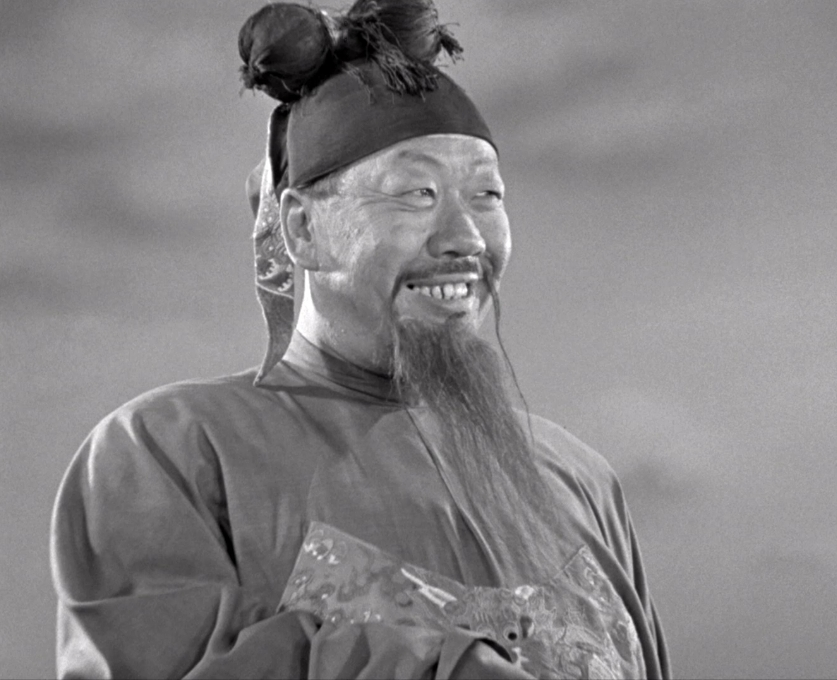
Nikita Liyan-Kun als Hubilai in  Alexander Newski, 1938
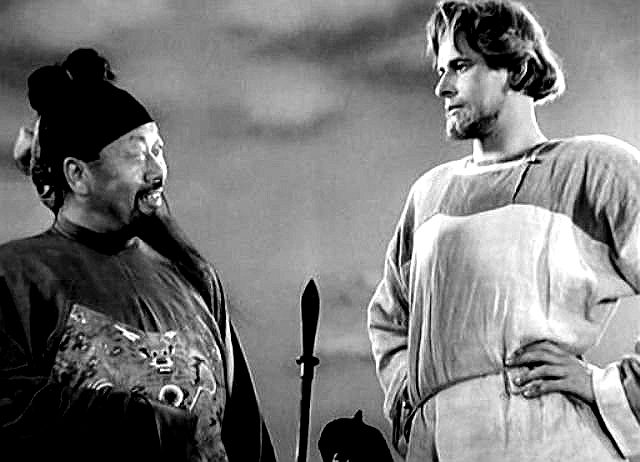
Alexander Newski, 1938
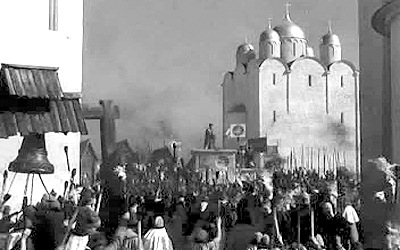
Alexander Newski, 1938
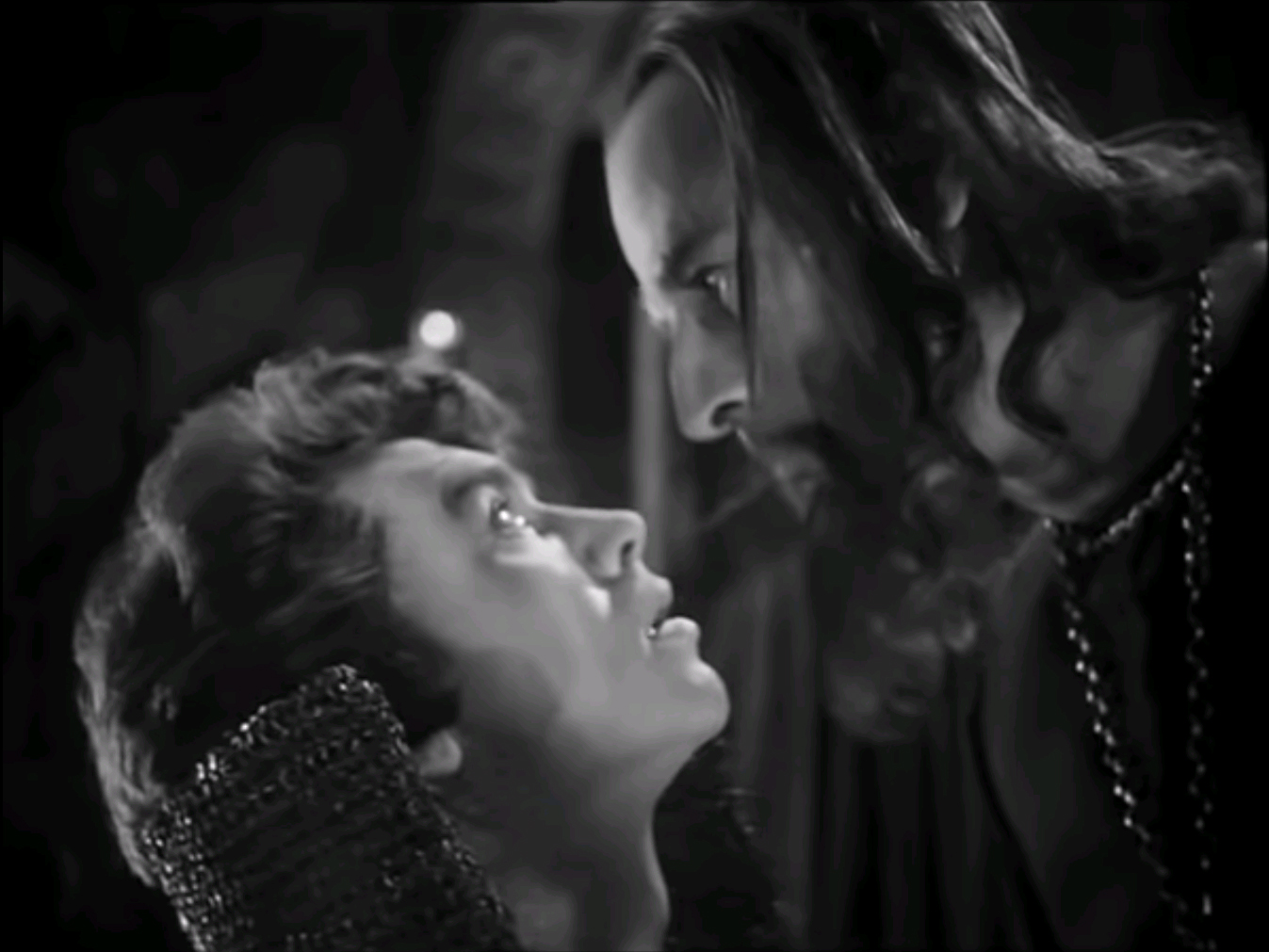
Iwan der Schreckliche, 1945

## Filme über Sergei Eisenstein
- Die verschiedenen Gesichter des Sergej Eisenstein (von Oksana Bulgakowa & Dietmar Hochmuth, 59 Min., arte/ZDF 1998, Produktion: SelbstFilm)
- EISENSTEIN (von Renny Bartlett, 100 Minuten. Kanada/Deutschland 2001 mit Simon McBurney (Eisenstein), Raymond Coulthard (Grisha), Jacqueline McKenzie (Pera), Jonathan Hyde (Meyerhold), Barnaby Kay (Andrej), Leni Parker (Anya) und Bernard Hill (Stimme von Stalin)FILM REVIEW; Meet Eisenstein: Punker, Misfit and Gay Renegade NYFilmReview, 2. Januar 2002)
- Eisenstein in Guanajuato von Peter Greenaway 2015
- The Eisenstein Handshakes von Peter Greenaway 2016

Das staatliche russische Filmarchiv Gosfilmofond Russlands wollte im Jahr 2015 die Unterstützung für das Projekt von Peter Greenaway einstellen, wenn er nicht die Hinweise auf die Homosexualität Eisensteins aus dem Skript streiche.

## Schriften
- Sergej Eisenstein: Ausgewählte Aufsätze. Mit einer Einführung von R. Jurenew. Aus dem Russischen übersetzt von Lothar Fahlbusch. Henschelverlag, Berlin (O) 1960.
- Sergej Eisenstein: Über mich und meine Filme. Herausgegeben von Lilli Kaufmann, übersetzt von Christiane Mückenberger, Lothar Fahlbusch und Lilli Kaufmann. Henschelverlag, Berlin (O) 1975
- Sergej Eisenstein: Eine nicht gleichmütige Natur. Herausgegeben von Rosemarie Heise, übersetzt von Regine Kühn. Henschelverlag Kunst und Gesellschaft, Berlin (O) 1980.
- Sergej Eisenstein: Yo. Ich selbst. Memoiren. 2 Bände. Übersetzt von Regine Kühn und Rita Braun, herausgegeben von Naum Kleiman und Walentina Korschunowa. Einleitung Sergei Jutkewitsch. Henschelverlag Kunst und Gesellschaft, Berlin (O) 1984.
- Sergej M. Eisenstein: Schriften. 4 Bände. Herausgegeben von Hans-Joachim Schlegel. Hanser, München u. a. 1974–1984;
  - Band 1: Streik (= Reihe Hanser. Bd. 158). 1974, ISBN 3-446-11872-1;
  - Band 2: Panzerkreuzer Potemkin (= Reihe Hanser. Bd. 135). 1973, ISBN 3-446-11793-8;
  - Band 3: Oktober. Mit den Notaten zur Verfilmung von Marx' „Kapital“ (= Reihe Hanser. Bd. 184). 1975, ISBN 3-446-12004-1;
  - Band 4: „Das Alte und das Neue“. („Die Generallinie“). Mit den Notaten eines Vertonungsplanes und einem Briefwechsel mit Wilhelm Reich im Anhang. 1984, ISBN 3-446-13885-4.
- Sergej Eisenstein: Lehrprogramm für Theorie und Praxis der Regie. (= Filmkritik. Bd. 18, Nr. 12 = H. 216, ISSN 0015-1572). Übersetzt von Hans-Joachim Schlegel und Gabriele Hübner. Filmkritiker-Kooperative, München 1974.
- Sergej Eisenstein: Das dynamische Quadrat. Schriften zum Film (= Universal-Bibliothek. Nr. 1206, Kunstwissenschaften). Herausgegeben von Oksana Bulgakowa und Dietmar Hochmuth. Reclam, Leipzig 1988, ISBN 3-379-00167-8 (2. Auflage. ebenda 1991).
- Sergej Eisenstein: Jenseits der Einstellung. Schriften zur Filmtheorie (= Suhrkamp-Taschenbuch Wissenschaft 1766). Herausgegeben von Felix Lenz und Helmut Dieterichs. Suhrkamp, Frankfurt am Main 2006, ISBN 3-518-29366-4.
- Sergej Eisenstein: Die Methode (4 Bände), nach dem handschriftlichen Originalmanuskript hrsg. und ausführlich kommentiert von Oksana Bulgakowa. Berlin: PotemkinPress 2008, ca. 1660 S.
- Сергей Эйзенштейн: Метод. = Sergej Ejzenštejn: Die Methode. 4 Bände. Herausgegeben und kommentiert von Oksana Bulgakowa. PotemkinPress, Berlin u. a. 2008, ISBN 978-3-9804989-3-7 (In russischer Sprache und kyrillischer Schrift).
- Sergej Eisenstein: Entdeckung in Sturm und Gewitter (Notizen zur Geschichte des audiovisuellen Kontrapunkts). Übersetzt von Hans-Joachim Schlegel. In: Petra Maria Meyer (Hrsg.): acoustic turn. Wilhelm Fink, München u. a. 2008, ISBN 978-3-7705-4389-2, S. 489–507.
- Sergej Eisenstein: Disney. Herausgegeben und übersetzt von Oksana Bulgakowa und Dietmar Hochmuth. PotemkinPress, Berlin 2011, ISBN 978-3-943190-00-7.